# Candide Thovex
Candide Thovex, né le 22 mai 1982 à Annecy, est un skieur professionnel français.

## Biographie

### Jeunesse et vie privée
Candide Thovex naît en 1982 en Haute-Savoie (France). Son père Raymond est moniteur de ski dans la station de La Clusaz. Il apprend à faire du ski à l’âge de 2 ans dans les Aravis, au cœur des Alpes françaises.
Il s'est marié en août 2024 avec Ambre Socquet Juglard, un an après l'annonce de leurs fiançailles sur les réseaux sociaux.

### Skieur professionnel
Au printemps 2001, Candide Thovex est remarqué à l’événement Superpark 3 à Mammoth, en Californie, notamment pour un cork 540 tail grab sur une longueur de 110 pieds (33,5 mètres).
En mars 2006, Candide Thovex réalise un record à La Clusaz : le plus grand saut à partir d'un quarter-pipe à 33 pieds (environ 10 mètres) de hauteur.
En 2007, il chute et se casse la vertèbre L1[réf. nécessaire].
En 2016, Google sort une vidéo intitulée « Explorez le Mont Blanc avec Kilian Jornet, Ueli Steck, Candide Thovex et Google Maps » pour promouvoir la fonction Street View sur le Mont Blanc dans Google Maps[réf. nécessaire].
La même année, Candide Thovex gagne deux des cinq catégories à la 3e édition du B&E Invitational dans la station des Arcs : le Beatcan Best Line (pour le choix de la meilleure ligne) et le E-Adrenaline Public Choice Award (décerné par les internautes suivant le direct de chez eux),,.
Le 26 janvier 2012, Candide Thovex rejoint la marque de ski Faction Skis basée à Verbier en Suisse.
Le 3 novembre 2016, il annonce la fin de sa collaboration avec la marque Quiksilver.

### Réalisateur
Parallèlement à sa carrière de skieur professionnel, Candide Thovex réalise des films documentaires et publicitaires.
En 2015 puis en 2016, il publie sur YouTube ses vidéos One of Those Days 2 puis One of Those Days 3 qui connaissent une certaine renommée et lui valent d'être comparé à James Bond par certains médias,,,,,,,,,.

## Palmarès
- 1996
  - Champion de France junior de ski de bosse en simple.
- 1997
  - Champion de France de ski junior de bosse en simple et parallèle.
- 1999
  - États-Unis : 4° au Big air du X-Games.
  - Australie : Vainqueur des X-Games, 3° Big Air, 2° Slope style.
  - Autriche : Vainqueur du big air au Yoz Winter Games.
- 2000
  - Vainqueur du big air des X-Games et des Gravity-Games.
- 2001
  - Japon : 3° du quarter park au Core Games.
  - Australie : Vainqueur du big air et du half pipe aux X Games.
- 2002
  - Liban : Vainqueur du Big Air Nescafé.
  - Nouvelle-Zélande : Vainqueur du big air de Christchurch et Methven.
  - États-Unis : X Games, 4e super pipe.
  - US-Open, 2e super pipe, 3e slope style.
  - Suède : Red Bull, 3e big air.
  - Vainqueur Rip Curl Cup
- 2003
  - États-Unis : Vainqueur du Super pipe au Winter X-Games.
  - Suisse : Vainqueur du Over All et Slope style, 2° Big Air et Half Pipe au Rip Curl Event.
- 2006
  - Record man du plus haut saut à partir d'un quarter (10 m).
  - Vainqueur de l'Orage European Freeski Open.
  - 3° Orage Master (par équipe).
- 2007
  - États-Unis : Vainqueur du slopestyle des Winter X-Games avec un run de 95 points sur cent.
- 2010
  - France : Vainqueur du Red Bull Linecatcher à Vars (Hautes-Alpes).
  - France : Vainqueur de l'étape de Chamonix du Freeride World Tour.
  - Vainqueur du Freeride World Tour pour sa première participation

## Filmographie
- 2001 : La Nuit de la glisse
- 2001 : Rastafaride 1
- 2002 : Rastafaride 2
- 2002 : Propaganda
- 2003 : Rastafaride 3 French Toast
- 2004 : Rastafaride 4 Spécial Delivery
- 2005 : Rastafaride 5 Pull Up Friend
- 2006 : Rastafaride 6 Wha'ppen?!
- 2006 : Mind the Gap
- 2006 : Anomaly
- 2007 : Rastafaride 7 Seventh Heaven
- 2008 : The Candide Invitational Story
- 2009 : Candide Kamera 1
- 2010 : Candide Kamera 2
- 2012 : Few Words
- 2013 : One of those days
- 2015 : One of those days 2
- 2016 : One of those days 3
- 2017 : This is Home
- 2018 : Ski the World